# Nibea coibor
Nibea coibor är en fiskart som först beskrevs av Hamilton 1822.  Nibea coibor ingår i släktet Nibea och familjen havsgösfiskar. Inga underarter finns listade i Catalogue of Life.